# 切斯特 (馬里蘭州)
切斯特（英語：Chester）是位於美國馬里蘭州安妮女王縣的一個普查規定居民點。

## 人口
根據2020年美國人口普查的數據，切斯特的面積為18.09平方千米，當中陸地面積為13.56平方千米，而水域面積為4.52平方千米。當地共有人口5003人，而人口密度為每平方千米276.56人。